# Paul Sauter (Verleger)
Paul Theodor Sauter (* 22. Juli 1840 in Heilbronn, Königreich Württemberg; † 14. Februar 1908 in Kesmark, Österreich-Ungarn) war ein deutscher Buchdrucker und Verleger.

## Leben
Paul Sauter war der Sohn eines Tischlermeisters und erhielt in jungen Jahren eine Ausbildung als Buchdrucker. Seine Wanderjahre führten ihn durch ganz Deutschland und Österreich. In Wien war er als Korrektor des Wiener Tagblattes tätig. Dort erfuhr er auch über die im damaligen Ungarn gelegene Zips, eine Region in der eine bedeutende deutschsprachige Minderheit lebte. Daraufhin besuchte er die Zips und ließ sich 1879 in deutschsprachigen Kesmark nieder, das ihm für den Rest seines Lebens zur Heimat werden sollte. Er wurde von bedeutenden Persönlichkeiten, wie Anton Döller, dem Begründer des Karpathenvereins maßgeblich gefördert. 
Bereits ein Jahr nach seiner Ankunft in Kesmark gründete er mit Carl Robert Schmidt die erste Kesmarker Buchdruckerei Sauter & Schmidt. Aus bescheidenen Anfängen entwickelte sich die Buchdruckerei zu einem modernen Betrieb mit elektrischen Schnelldruckpressen die von 9 Mitarbeitern betrieben wurden. Im Jahre 1886 trennte er sich von Schmidt und gründete die Firma Paul Sauter, Buchdruckereigentümer zu Kesmark.
Neben seinen Pflichten als Buchdrucker lag ihm die einzige deutschsprachige Zeitung der Zips, Die Karpathen Post am Herzen. Im Jahre 1882 übernahm er die von Robert Schwartner im Jahre 1879 gegründete Wochenzeitung, deren Schriftleiter (Chefredakteur) er 30 Jahre lang blieb. Erst nach seinem Tode wurde Herausgeber und Eigentümer der Zeitung dessen Sohn Theodor Sauter.
Paul Theodor Sauter war mit Hedwig geb. Wahlis (* 1851 in Edderitz, Sachsen-Anhalt, † 13. Januar 1915 in Kesmark) verheiratet, aus der Ehe gingen drei Kinder hervor.
Paul Sauter starb am 14. Februar 1908 in Kesmark und wurde am 16. Februar im „Alten Friedhof“ zu Kesmark bestattet.